# サミュエル・ウェスト
サミュエル・ウェスト（Samuel West、1966年6月19日 - ）は、イングランドの俳優。サム・ウェスト（Sam West）とクレジットされることもある。

## 略歴
1966年にロンドンのハマースミスで生まれる。父は俳優のティモシー・ウェスト、母は女優のプルネラ・スケイルズ、父方の祖父は俳優のロックウッド・ウェストである。
少年時代に子役としてテレビドラマに出演した経験はあったものの、成長するにつれて演技よりも科学に惹かれ、物理学を勉強するためにオックスフォード大学に進学するが、そこで演技に興味を持つようになったことから、専攻を変えて演技を学ぶようになる。
大学を卒業後、映画デビュー作となる『リユニオン -再会-』（1989年）で本格的に役者として活動を始めると、その後はテレビドラマを中心に活動する一方、舞台やラジオに俳優と出演するだけでなく、演出家として関わるようになるなど幅広く活動するようになる。
1992年の映画『ハワーズ・エンド』（原作はE・M・フォースターの同名小説）での演技が高く評価され、第46回英国アカデミー賞の助演男優賞にノミネートされる。

### 私生活
2014年5月に、長年のパートナーである劇作家のローラ・ウェイドとの間に第一子となる女児が誕生した。

## 主な出演作品

### 映画
- リユニオン -再会- Reunion (1989)
- ハワーズ・エンド Howards End (1992)
- キャリントン Carrington (1995)
- 待ち焦がれて Persuasion (1995) ※日本劇場未公開
- ジェイン・エア Jane Eyre (1996)
- ノッティングヒルの恋人 Notting Hill (1999)
- ブレッド&ローズ Bread and Roses (2000) ※カメオ出演
- サイコ2001 Complicity (2000) ※日本劇場未公開
- アイリス Iris (2001)
- 101匹わんちゃんII パッチのはじめての冒険 101 Dalmatians II: Patch's London Adventure (2003) ※声の出演
- ヴァン・ヘルシング Van Helsing (2004)
- 私が愛した大統領 Hyde Park on Hudson (2012)
- ライオット・クラブ The Riot Club (2014)
- 未来を花束にして Suffragette (2015)
- ウィンストン・チャーチル/ヒトラーから世界を救った男 Darkest Hour (2017)
- 追想 On Chesil Beach (2017)

### テレビ
- 極悪非道 Open Fire (1994)
- ザ・リッパー The Ripper (1997) ※『切り裂きジャック/連続娼婦殺人事件』の邦題も
- ホーンブロワー 海の勇者 Hornblower
  - 第4話「戦場の恋」The Frogs and the Lobsters (1999)
- 刑事フォイル Foyle's War (2004)
- ニーベルングの指環 Ring of the Nibelungs (2004)
- リンリー警部 The Inspector Lynley Mysteries
  - 第5シリーズ第3話「アリバイ工作」Chinese Walls (2006)
- バーナビー警部 Midsomer Murders
  - 第10シリーズ第2話「野性の発露」The Animal Within (2007)
- マーガレット・サッチャー 〜政界を夢見て〜 Margaret Thatcher: The Long Walk to Finchley (2008)
- ニュー・トリックス〜退職デカの事件簿〜 New Tricks
  - 第6シリーズ第3話「新たなる人生」Fresh Starts (2009)
- 名探偵ポワロ Agatha Christie's Poirot
  - 第12シリーズ第4話「オリエント急行の殺人」Murder on the Orient Express (2010)
- ジェームズ・ボンドを夢見た男 Fleming: The Man Who Would Be Bond (2014)
- セルフリッジ 英国百貨店 Mr. Selfridge (2013-2016)
- フランケンシュタイン・クロニクル The Frankenstein Chronicles (2015-)
- ホロウ・クラウン/嘆きの王冠 Hollow Crown (2016)
- Jonathan Strange and Mr. Norrel (2015)
- ザ・クラウン The Crown (2019)
- 窓際のスパイ Slow Horses (2022-)